# Benito Varela Jácome
Benito Varela Jácome (Soutolongo, Lalín, Pontevedra, 6 de marzo de 1919-Santiago de Compostela, 22 de octubre de 2010) fue un erudito, historiador de la literatura gallega, hispanista, hispanoamericanista y crítico literario español.

## Biografía
Hizo estudios primarios y secundarios en Lalín y vivió los primeros años de su juventud en Barcia. A los 16 años marchó a Argentina y estuvo allí un año. Cursó el bachillerato en Pontevedra y la carrera de Filosofía y Letras, en la rama de Geografía e Historia, en la Universidad de Santiago; perteneció al Sindicato Español Universitario (SEU), desempeñando la jefatura del mismo en su Facultad. Intervino en la batalla del Ebro. Se licenció en 1943. Su primer trabajo como maestro fue en un buen colegio de  Santiago de Compostela. En 1951 publicó una pionera Historia de la literatura gallega. En 1956 se doctoró en la Universidad Complutense de Madrid con la tesis Doña Emilia Pardo Bazán y las tendencias novelísticas de su tiempo. Desde 1960, por oposición, fue catedrático de lengua y literatura españolas en los institutos de educación secundaria de San Sebastián, La Coruña y Santiago de Compostela (1964); de este último instituto fue también director. En 1977 se convirtió en profesor agregado de literatura hispanoamericana de la Universidad Complutense de Madrid, cuyo departamento de literatura hispanoamericana también dirigió; pero se trasladó en 1980 a la Universidad de Santiago de Compostela. Se jubiló en 1989. Desde fines de la década de 1940 venía colaborando con el Instituto Padre Sarmiento (CSIC) y perteneció a la Real Academia Galega como miembro correspondiente. En 1962, recibió el premio “Pérez Lugín”. En 1994 lo nombraron Director de la Cátedra de Cultura Cubana Alejo Carpentier de la Universidad de Santiago y ese mismo año la Junta de Galicia le concedió la Medalla Castelao, en reconocimiento a su labor docente e investigadora. El Ministerio de Educación le concedió la Encomienda de la Orden de Alfonso X el Sabio.
Fue presidente honorario de la Asociación Española de Estudios Literarios Hispanoamericanos desde su creación, trabajando sobre autores como Julio Cortázar, Vicente Huidobro, Antonio Buero Vallejo y Gabriel García Márquez. Pero también mostró gran dedicación a la literatura gallega con estudios sobre Castelao, Álvaro Cunqueiro o Rosalía de Castro, que se suman a sus trabajos anteriores de literatura castellana sobre Juan Valera, Mariano José de Larra, Pío Baroja, Galdós, Valle-Inclán, Espronceda etc. También contribuyó significativamente a la teoría literaria o la didáctica de la literatura, y en este último campo por ejemplo hizo aportaciones a la metodología del comentario de textos literarios y compuso varios libros de texto de literatura gallega.
Hizo ediciones de Obras escogidas de Juan Ruiz de Alarcón, de la poesía de Gertrudis Gómez de Avellaneda, de Vida de Juan Facundo Quiroga de Domingo Faustino Sarmiento, de Poesía completa en galego de Rosalía de Castro, de Estebo de Lesta Meis, de Memorias de Tains de Gonzalo Rodríguez Mourullo, de María de Jorge Isaacs, de Amalia, de José Mármol, de La charca, de Manuel Zeno Gandía, de Aves sin nido de Clorinda Matto de Turner, de El melancólico de Tirso de Molina, del Macías de Larra, de Doña Luz de Juan Valera, de La Tribuna de Emilia Pardo Bazán, de El estudiante de Salamanca de Espronceda, de los Cuentos completos de Leopoldo Alas, de Aires da miña terra de Curros Enríquez y de Páginas escogidas de José Martí.
Publicó trabajos en Cuadernos de Estudios Gallegos y fue crítico literario de los diarios Faro de Vigo, y, en especial, de La Noche de Santiago de Compostela. Reunió un importante fondo bibliográfico sobre la novelística hispanoamericana del siglo XIX y lo cedió todo a la Biblioteca Virtual Miguel de Cervantes de la Universidad de Alicante para su digitalización. Creó además en Santiago de Compostela una biblioteca médica provista de fondos muy difíciles de encontrar. Estaba casado con María del Carmen Tobío Fondevila, de quien tuvo cuatro hijos.

## Obras
- Historia de la literatura gallega, Santiago de Compostela, Porto y Compañía editores, 1951.
- Antología de Poetas gallegos, 1953.
- Singraduras da narrativa galega. De Castelao a Neira Vilas (1973). Colección Ronsel. Librigal.
- Novelistas del siglo XX, San Sebastián, 1962.
- Literatura española contemporánea, 1963.
- Renovación de la novela en el siglo XX, Barcelina, Destino, 1966.
- Santiago de Compostela, León, Everest, 1971, guía turística muy reimpresa y traducida al inglés, francés y alemán.
- Estructuras novelísticas de Emilia Pardo Bazán, 1973.
- Estructuras de la narrativa de Castelao, 1973.
- Leopoldo Alas "Clarín", Madrid, Edaf, 1979.
- Estratexias narrativas de Álvaro Cunqueiro, 1994.
- Emilia Pardo Bazán, La Coruña, Vía Láctea editorial, 1995.
- La prosa barroca en el siglo XVII, Madrid, Cincel, 1981, 1986, 1989.

### Estudios sobre literatura hispanoamericana
- El cuento hispanoamericano contemporáneo. Antología. Tarragona, ediciones Tárraco, 1976.
- Estructuras novelísticas de Lezama Lima (1977)
- Estructuras profundas en Pedro Páramo (1980)
- Evolución de la novela hispanoamericana en el siglo XIX. Madrid, Cupsa, 1982.
- Novela hispanoamericana en el siglo XIX, 1983.
- Función de los modelos culturales en la novelística de Sabato (1983)
- Tensiones españolas en la "Consagración de la primavera" (1986)
- Asedios a la literatura cubana. Textos y contextos. Santiago de Compostela, universidad de Santiago de Compostela, 2002.
- Ensayos sobre literatura hispanoamericana (1977-1997), Alicante, Anthropos, 2006.

### Didáctica, crítica y teoría literaria
- Nuevas técnicas del análisis de textos (1981)
- Análisis estructural de novela, poesía y teatro (1985)
- Estructuras novelísticas del siglo XIX (1973).